# Naomi Donne
Naomi Donne (...) è una truccatrice britannica, candidata tre volte al Premio Oscar al miglior trucco e acconciatura.

## Biografia
Ha iniziato a lavorare nel 1983, nel film TV To the Lighthouse. Nel corso della sua carriera, ha svolta il lavoro di truccatrice in 5 film della saga di James Bond: 007 - Zona pericolo, 007 - Vendetta privata, Quantum of Solace, Skyfall e Spectre. Nel 2020, è stata candidata al Premio Oscar per il miglior trucco e acconciatura per il film di Sam Mendes, 1917. Per il suo lavoro in questo film, è stata candidata anche ad un BAFTA. Nel 2022, ha ricevuta la sua seconda candidatura all'Oscar e la sua terza ai BAFTA per il suo lavoro in Crudelia. Nel 2022, ha lavorato per i film Il piacere è tutto mio, Empire of Light, Allelujah - Un ospedale in rivolta, Matilda The Musical di Roald Dahl e The Batman. Per quest'ultimo film, ha ricevuto la sua terza candidatura ad un Premio Oscar.

## Filmografia

### Cinema
- Il dottore e i divaoli (The Doctor and the Devils), regia di Freddie Francis (1985)
- The Supergrass, regia di Peter Richardson (1985)
- 007 - Zona pericolo (The Living Daylights), regia di John Glen (1987)
- Cioccolato bollente (Consuming Passions), regia di Giles Foster (1988)
- Hawks, regia di Robert Ellis Miller (1988)
- Slipstream, regia di Steven Lisberger (1989)
- 007 - Vendetta privata (Licence to Kill), regia di John Glen (1989)
- Great Balls of Fire! - Vampate di fuoco (Great Balls of Fire!), regia di Jim McBride (1989)
- La casa Russia (The Russia House), regia di Fred Schepisi (1990)
- Paura d'amare (Frankie and Johnny), regia di Garry Marshall (1991)
- Vite sospese (Shining Through), regia di David Seltzer (1992)
- L'anno della cometa (Year of the Comet), regia di Peter Yates (1992)
- Una estranea fra noi (A Stranger Among Us), regia di Sidney Lumet (1992)
- Due sconosciuti, un destino (Love Field), regia di Jonathan Kaplan (1992)
- Nata ieri (Born Yesterday), regia di Luis Mandoki (1993)
- 6 gradi di separazione (Six Degrees of Separation), regia di Fred Schepisi (1993)
- Lezioni di anatomia (Milk Money), regia di Richard Benjamin (1994)
- Piccole donne (Little Women), regia di Gillian Armstrong (1994)
- La vita a modo mio (Nobody's Fool), regia di Robert Benton (1994)
- Two Much - Uno di troppo (Two Much), regia di Fernando Trueba (1995)
- Scomodi omicidi (Mulholland Falls), regia di Lee Tamahori (1996)
- Boys, regia di Stacy Cochran (1996)
- La seduzione del male (The Crucible), regia di Nicholas Hytner (1996)
- Alien - La clonazione (Alien Resurrection), regia di Jean-Pierre Jeunet (1997)
- Delitto perfetto (A Perfect Murder), regia di Andrew Davies (1998)
- L'oggetto del mio desiderio (The Object of My Affection), regia di Nicholas Hytner (1998)
- Amori & incantesimi (Practical Magic), regia di Griffin Dunne (1998)
- Destini incrociati (Random Hearts), regia di Sydney Pollack (1999)
- Alta fedeltà (High Fidelity), regia di Stephen Frears (2000)
- Il ritmo del successo (Center Stage), regia di Nicholas Hytner (2000)
- Chocolat, regia di Lasse Hallström (2000)
- Zoolander, regia di Ben Stiller (2001)
- I Tenenbaum (The Royal Tenenbaums), regia di Wes Anderson (2001)
- Duplex - Un appartamento per tre (Duplex), regia di Danny DeVito (2003)
- ...e alla fine arriva Polly (Along Came Polly), regia di John Hamburg (2004)
- L'invidia del mio migliore amico (Envy), regia di Barry Levinson (2004)
- The Manchurian Candidate, regia di Jonathan Demme (2004)
- Mi presenti i tuoi? (Meet the Fockers), regia di Jay Roach (2004)
- La storia di Jack & Rose (The Ballad of Jack and Rose), regia di Rebecca Miller (2005)
- The Producers - Una gaia commedia neonazista (The Producers), regia di Susan Stroman (2005)
- 2 Young 4 Me - Un fidanzato per mamma (I Could Never Be Your Woman), regia di Amy Heckerling (2007)
- Jumper - Senza confini (Jumper), regia di Doug Liman (2008)
- Che - L'argentino (Che: Part One), regia di Steven Soderbergh (2008)
- Synecdoche, New York, regia di Charlie Kaufman (2008)
- Quantum of Solace, regia di Marc Forster (2008)
- Il cacciatore di ex (The Bounty Hunter), regia di Andy Tennant (2010)
- Il pescatore di sogni (Salmon Fishing in the Yemen), regia di Lasse Hallström (2011)
- Tower Heist - Colpo ad alto livello (Tower Heist), regia di Brett Ratner (2011)
- Il dittatore (The Dictator), regia di Larry Charles (2012)
- Skyfall, regia di Sam Mendes (2012)
- Philomena, regia di Stephen Frears (2013)
- I sogni segreti di Walter Mitty (The Secret Life of Walter Mitty), regia di Ben Stiller (2013)
- Woman in Gold, regia di Simon Curtis (2015)
- Cenerentola (Cinderella), regia di Kenneth Branagh (2015)
- The Lady in the Van, regia di Nicholas Hytner (2015)
- Spectre, regia di Sam Mendes (2015)
- The Party, regia di Sally Potter (2017)
- Le stelle non si spengono a Liverpool (Film Stars Don't Die in Liverpool), regia di Paul McGuigan (2017)
- The Children Act - Il verdetto (The Children Act), regia di Richard Eyre (2017)
- Assassinio sull'Orient Express (Murder on the Orient Express), regia di Kenneth Branagh (2017)
- Overlord, regia di Julius Avery (2018)
- Attraverso i miei occhi (The Art of Racing in the Rain), regia di Simon Curtis (2019)
- 1917, regia di Sam Mendes (2019)
- The Rhythm Section, regia di Reed Morano (2020)
- The Roads Not Taken, regia di Sally Potter (2020)
- Crudelia (Cruella), regia di Craig Gillespie (2021)
- Il piacere è tutto mio (Good Luck to You, Leo Grande), regia di Sophie Hyde (2022)
- The Batman, regia di Matt Reeves (2022)
- Empire of Light, regia di Sam Mendes (2022)
- Allelujah - Un ospedale in rivolta (Allelujah), regia di Richard Eyre (2022)
- Matilda The Musical di Roald Dahl (Roal Dahl's Matilda the Musical), regia di Matthew Warchus (2022)

### Televisione
- To the Lighthouse, regia di Colin Gregg - film TV (1983)
- Song & Dance, regia di Tom Gutteridge - film TV (1984)
- The Comic Strip Presents... - serie TV, 6 episodi (1986-1990)
- French and Saunders - serie TV, 1 episodio (2017)
- King Lear, regia di Richard Eyre - film TV (2018)
- Alan Bennett's Talking Heads - serie TV, episodio 1x02 (2020)

### Cortometraggi
- Il cigno (The Swan), regia di Wes Anderson (2023)

## Riconoscimenti
- Premio Oscar
  - 2020 - Candidatura al miglior trucco e acconciatura per 1917[16]
  - 2022 - Candidatura al miglior trucco e acconciatura per Crudelia[17]
  - 2023 - Candidatura al miglior trucco e acconciatura per The Batman[18]
- BAFTA
  - 2001 - Candidatura al miglior trucco e acconciatura per Chocolat[19]
  - 2020 - Candidatura al miglior trucco e acconciatura per 1917 [20]
  - 2022 - Candidatura al miglior trucco e acconciatura per Crudelia[21]
  - 2023 - Candidatura al miglior trucco e acconciatura per The Batman[22]
  - 2023 - Candidatura al miglior trucco e acconciatura per Matilda The Musical di Roald Dahl
- Saturn Award
  - 2013 - Candidatura al miglior trucco per Skyfall
  - 2019 - Candidatura al miglior trucco per Overlord
  - 2022 - Candidatura al miglior trucco per The Batman